# Награда Друштва филмских критичара на мрежи за најбољу споредну мушку улогу

## Добитници

### 1990-е
- 1997: Берт Рејнолдс

за улогу Џека Хорнера у филму Ноћи бугија
- 1998: Били Боб Торнтон

за улогу Џејкоба Мичела у филму Једноставан план
- 1999: Хејли Џоел Озмент

за улогу Кола Сира у филму Шесто чуло

### 2000-е
- 2000 (д): Бенисио дел Торо

за улогу Хавијера Родригеза у филму Путеви дроге
- 2000 (д): Филип Симор Хофман

за улогу Лестера Бенгса у филму Корак до славе
- 2001: Стив Бусеми

за улогу Симора у филму Свет духова
- 2002: Денис Квејд

за улогу Френка Витакера у филму Далеко од раја
- 2003: Питер Сарсгард

за улогу Чака Лејна у филму Поломљено стакло
- 2004: Томас Хејден Черч

за улогу Џека у филму Странпутице
- 2005: Мики Рорк

за улогу Марва у филму Град греха
- 2006: Џеки Ерл Хејли

за улогу Рони Џ. Макгорви у филму Интимне ствари
- 2007: Хавијер Бардем

за улогу Антона Чигура у филму Нема земље за старце
- 2008: Хит Леџер

за улогу Џокера у филму Мрачни витез
- 2009: Кристоф Валц

за улогу Ханса Ланде у филму Проклетници
- 2010: Кристијан Бејл

за улогу Дикија Икланда у филму Борац
- 2011: Кристофер Пламер

за улогу Хала у филму Почетници
- 2012: Филип Симор Хофман

за улогу Ланчестера Дода у филму Мастер